# Колодезная (приток Лесного Воронежа)
Колодезная — река в России, протекает по территории Мичуринского района Тамбовской области. Правый приток реки Лесной Воронеж.

## География
Река Колодезная берёт начало юго-западнее деревни Хобот-Богоявленское. Течёт в южном направлении по открытой местности. Устье реки находится у села Красивое в 56 км по правому берегу реки Лесной Воронеж. Длина реки составляет 14 км, площадь водосборного бассейна 41,2 км².

## Данные водного реестра
По данным государственного водного реестра России относится к Донскому бассейновому округу, речной подбассейн реки — бассейны притоков Дона до впадения Хопра. Речной бассейн реки — Дон (российская часть бассейна).
Код объекта в государственном водном реестре — 05010100512107000002535.